# OneRepublic
OneRepublic este o formație pop-rock americană, înființată în Colorado, în 2003. Prima piesă cu care au reușit să atragă atenția publicului a fost „Apologize”, o colaborare cu celebrul producător american Timbaland.
După câțiva ani de succes moderat, formația a atras atenția mainstream cu lansarea single-lor „Apologize” și „Stop and Stare”. De asemenea au creat un remix al single-lului „Apologize” alături de Timbaland, remixul regăsindu-se pe albumul lui Timbaland: „Shock Value” și albumul de debut al formației „Dreaming Out Loud”.
Al doilea album al formatiei, Waking Up, a fost lansat pe 17 noiembrie 2009. Primul single de pe album intitulat „All the Right Moves” a fost lansat pe 20 septembrie 2009.

## Istorie

### Formarea: 2002-07
Formația a fost înființată în anul 2002 de către compozitorul și producatorul Ryan Tedder și prietenul său din liceu, Zach Filkins, în Colorado Springs. Numele inițial al formației era Republic.
Tedder a atras atentia producatorului Timbaland în timpul respingerii sale de la un show de talente, acesta devenind protejatul său. După ce timp de doi ani au fost aflați sub tutela lui Timbaland, Tedder și Filkins s-au despărțit. Pentru un timp, Tedder a lucrat sub pseudonimul „Alias”, producând și scriind piese pentru artiști diferiți, primind chiar o nominalizare la premiul Grammy pentru munca sa.
În 2002, Tedder a luat iar legatura cu Filkins, care locuia in Chicago, convingându-l să se mute în Los Angeles, California pentru a forma o trupă. După nouă luni au semnat un contract cu Columbia Records. După câteva schimbări, au solidificat decizia ca Tedder să fie solist, Flikins la chitară și voce suport, Eddie Fisher la baterie, Brent Kutzle la bas și violoncel și Drew Brown la chitară. Ei și-au schimbat numele, devenind „OneRepublic”, după ce compania de muzică le-a menționat faptul că numele de „Republic” ar putea cauza controverse cu alte formații.
Timp de doi ani și jumătate au lucrat într-un studio și au înregistrat un album întreg. Cu două luni înainte de lansarea albumului (single-lul de debut fiind „Sleep”) OneRepublic a fost abandonată de Columbia Records. Formația a inceput să-și facă apariția pe MySpace devenind numărul unu pe site. Astfel a atras atenția multor case de discuri, printre care și celei a lui Timabaland, Mosley Music Group. La scurt timp formația a semnat un contract cu Mosley, devenin prima formație rock care face asta.

### Dreaming Out Loudși mainstreamul: 2007-09
Melodia „Apologize” interpretată de formație a fost scrisă de Ryan Tedder și a fost lansată în versiunea originală în albumul de debut al formației „Dreaming Out Loud”. Un remix al acestui cântec s-a aflat pe albumul lui Timbaland din 2007, „Shock Value”. Cântecul prezentat pe „Shock Value” a fost premiat cu 3 discuri de platină (trei milioane de exemplare vândute în Statele Unite și 5 milioane de exemplare în lume). S-a plasat pe locul 3 în Top-ul 40 din Marea Britanie pe 17 noiembrie 2007. „Apologize” a fost cel mai mare Airplay Radio Hit din istoria Top40 în America de Nord (10,331 într-o săptămâna) ocupând prima poziție, până când recordul a fost „distrus” de apariția single-lului „Bleeding love” interpretat de Leona Lewis, un cântec co-scris și produs de Tedder.
Albumul lor de debut a fost lansat în Statele Unite pe 20 noiembrie 2007, data pentru lansarea internațională fiind eșalonată abia la începutul lui 2008. „Dreaming Out Loud” s-a vândut în 822.458 copii în S.U.A., continuând să se vândă și în ianuarie 2009. Al treilea lor single, „Say (All I Need)” a fost lansat în Marea Britanie și in S.U.A. În septembrie 2008, formația a lansat al patrulea single, „Mercy”.
Pe 21 mai 2008, formația a apărut în cadrul show-lui American Idol, cântând în duet cu finalistul David Archuleta melodia „Apologize”. În august 2008, OneRepublic au interpretat melodiile „Apologize” și „Stop and Stare” la MTV Asia Awards 2008, în Malaezia. Formția a câștigat Best Hook-up Award pentru „Apologize”, învingând single-lul „Beautiful liar” cântat de Beyonce și Shakira, și single-lul „Umbrella” interpretat de Rihanna.

### „Waking Up”: 2008-11
Pe 24 semptembrie 2008 în timpul unui concert la London Forum, Marea Britanie, formația a declarat că lucrează la cântece noi pentru un nou album, care va fi lansat in vara lui 2009. Formația a interpretat unul dintre cele mai noi melodii înregistrate, „All the Right Moves”. Formația s-a mutat in Denver, Colorado pentru a termina munca la noul album. Se credea că numele albumului va fi „Today”.
Albumul se intitulează „Waking Up” și a fost lansat pe 17 noiembrie 2009. „All the Right Moves” a fost primul single de pe album, acesta conținând 11 melodii: „Made for You”, „All the Right Moves”, „Secrets”, „Everybody Loves Me”, „Missing Persons 1&2”, „Good Life”, „All This Time”, „Fear”, „Waking Up”, „Marchin On”, și „Lullaby”.

## Influențe muzicale și stilul muzicii
Formația i-a citat pe The Beatles ca o inspirație pentru scris melodii, și U2 ca influență pentru muzica lor.

## Membrii
Membri actuali
- Ryan Tedder - solist, chitară, pian, clape, tamburina (2002-prezent)
- Zach Filkins - chitară, voce, baterie, violă (2002-prezent)
- Drew Brown - chitară, chitară bas, voce (2002-prezent)
- Eddie Fisher - baterie, percuție (2004-prezent)
- Brent Kutzle - chitară bas, clape, violoncel, voce (2007-prezent)

Foști membrii
- Jerrod Bettis - baterie (2002-2004)
- Tim Myres - chitară, chitară bas (2004-2007)

## Discografie
Albume
- 2007 – „Dreaming Out Loud”
- 2009 – „Waking Up”
- 2013 – „Native”
- 2016 – „Oh My My”

Single-uri
- 2007 – „Apologize (ft Timbaland)”
- 2008 – „Stop and Stare”
- 2008 – „Say (All I Need)”
- 2008 – „Mercy”
- 2009 – „Come Home (ft Sara Bareilles)”
- 2009 – „All the Right Moves”
- 2009 – „Secrets”
- 2010 – „Marchin On”
- 2010 – „Good Life”
- 2012 – „Feel Again”
- 2013 – „If I Lose Myself”
- 2013 – „Counting Stars”
- 2013 – „Something I Need”
- 2014 – „Love Runs Out”
- 2014 – „I Lived”
- 2016 – „Wherever I Go”
- 2016 – „Kids”

## Turnee
- Good Life Tour  (2010–11)
- The Native Tour  (2013–14)
- Native Summer Tour (2014)

## Premii și nominalizări
| An   | Premiu                      | Categoria                                                                       | Rezultat     |
| ---- | --------------------------- | ------------------------------------------------------------------------------- | ------------ |
| 2008 | Teen Choice Awards          | Choice Music: Breakout Group                                                    | Nominalizare |
| 2008 | Teen Choice Awards          | Choice Music: Rock Track ("Stop and Stare")                                     | Câștigat     |
| 2008 | MuchMusic Video Awards      | Best International Video – Group ("Apologize") shared with Timbaland            | Nominalizare |
| 2008 | MuchMusic Video Awards      | Best International Video – Group ("Stop and Stare")                             | Nominalizare |
| 2008 | Premios 40 Principales      | Best International Hit ("Apologize")                                            | Câștigat     |
| 2008 | ECHO                        | National/International Hit of the Year ("Apologize") shared with Timbaland      | Nominalizare |
| 2008 | MTV Asia Awards             | Best Hook Up ("Apologize") shared with Timbaland                                | Câștigat     |
| 2008 | MTV Asia Awards             | Breakthrough Artist                                                             | Nominalizare |
| 2008 | MTV Europe Music Awards     | Best New Act                                                                    | Nominalizare |
| 2009 | People's Choice Awards, USA | Favorite Rock Song ("Apologize")                                                | Nominalizare |
| 2009 | Premiile Grammy             | Best Pop Performance by a Duo or Group with Vocals ("Apologize")                | Nominalizare |
| 2009 | ECHO                        | Best International Group                                                        | Nominalizare |
| 2010 | ESKA MUSIC AWARDS (Poland)  | Band Of The Year (International)                                                | Câștigat     |
| 2010 | Teen Choice Awards          | Choice Rock Track ("All The Right Moves")                                       | Nominalizare |
| 2011 | Teen Choice Awards          | Choice Music: Rock Group                                                        | Nominalizare |
| 2011 | Teen Choice Awards          | Choice Music: Rock Track ("Good Life")                                          | Nominalizare |
| 2011 | American Music Awards       | Favorite Pop/Rock Band/Duo/Group                                                | Nominalizare |
| 2014 | Peoples Choice Awards       | Favorite Band                                                                   | Nominalizare |
| 2014 | Premiile Grammy             | Best Remixed Recording, Non-Classical ("If I Lose Myself") - shared with Alesso | Nominalizare |
| 2014 | Billboard Music Awards      | Top Duo/Group                                                                   | Nominalizare |
| 2014 | Billboard Music Awards      | Billboard Milestone Award                                                       | Nominalizare |
| 2014 | Billboard Music Awards      | Top Digital Song ("Counting Stars")                                             | Nominalizare |